# Isabel Angélica de Montmorency
Isabel Angélica, duquesa de Châtillon (París, 8 de marzo de 1627 - 24 de enero de 1695) fue una aristócrata francesa del siglo XVII, que fue duquesa de Chatillon por su matrimonio con Gaspard IV de Coligny, duque de Châtillon, luego duquesa de Mecklemburgo-Schwerin.

## Biografía
Isabel Angélica de Montmorency-Bouteville fue la hija de François de Montmorency-Bouteville, decapitado para su duelo final, y de Isabel Angélica de Vienne.
Era la hermana menor de la marquesa de Estampes-Valençay y la hermana mayor del futuro mariscal de Luxemburgo.
Conocida en la Corte por su belleza, se casó en 1646 con Gaspard IV de Coligny, duque de Châtillon, aparentemente por amor, al menos contra la voluntad de sus padres. Entonces el duque se unió a Mlle. de Guerchy, y la duquesa por su parte se encontró libre para acoger bien al duque de Nemours.
El duque y la duquesa de Châtillon tuvieron un hijo, Enrique Gaspar de Coligny, duque de Châtillon (1649-1657).
Nombrado mariscal de Francia, el duque de Châtillon murió en 1649 en la batalla de Charenton, al lado de las tropas reales. Amante del duque de Nemours, frondista, la joven viuda fue igualmente codiciada en 1652 por el cuñado de su amante, el duque de Beaufort, igualmente al lado de la Fronda. Los dos gentiles hombres se batieron en duelo y el duque de Nemours perdió la vida.
Fue célebre por sus relaciones con Condé, un príncipe de sangre, y asistió desde su ventana al duelo improvisado entre el padre de Saint-Simon y el marqués de Vardes.
Se casó en segundas nupcias, en 1664, con un príncipe soberano alemán, Cristián Luis I, duque de Mecklemburgo-Schwerin y cedió el ducado de Châtillon a su sobrino Pablo Segismundo de Montmorency-Luxemburgo.